# Palazzo della Ragione (Bérgamo)
El Palazzo della Ragione es un edificio histórico de la ciudad de Bérgamo, Italia.

## Situación
El edificio se encuentra en la ciudad alta, es decir, en la parte rodeada por las murallas venecianas. Situado frente al Palazzo Nuovo, actual sede de la Biblioteca Angelo Mai, y al lado del Palazzo del Podestà y de la Torre Cívica o Campanone, delimita el lado suroeste de la Piazza Vecchia, que durante siglos ha sido el centro político de la ciudad.

## Historia

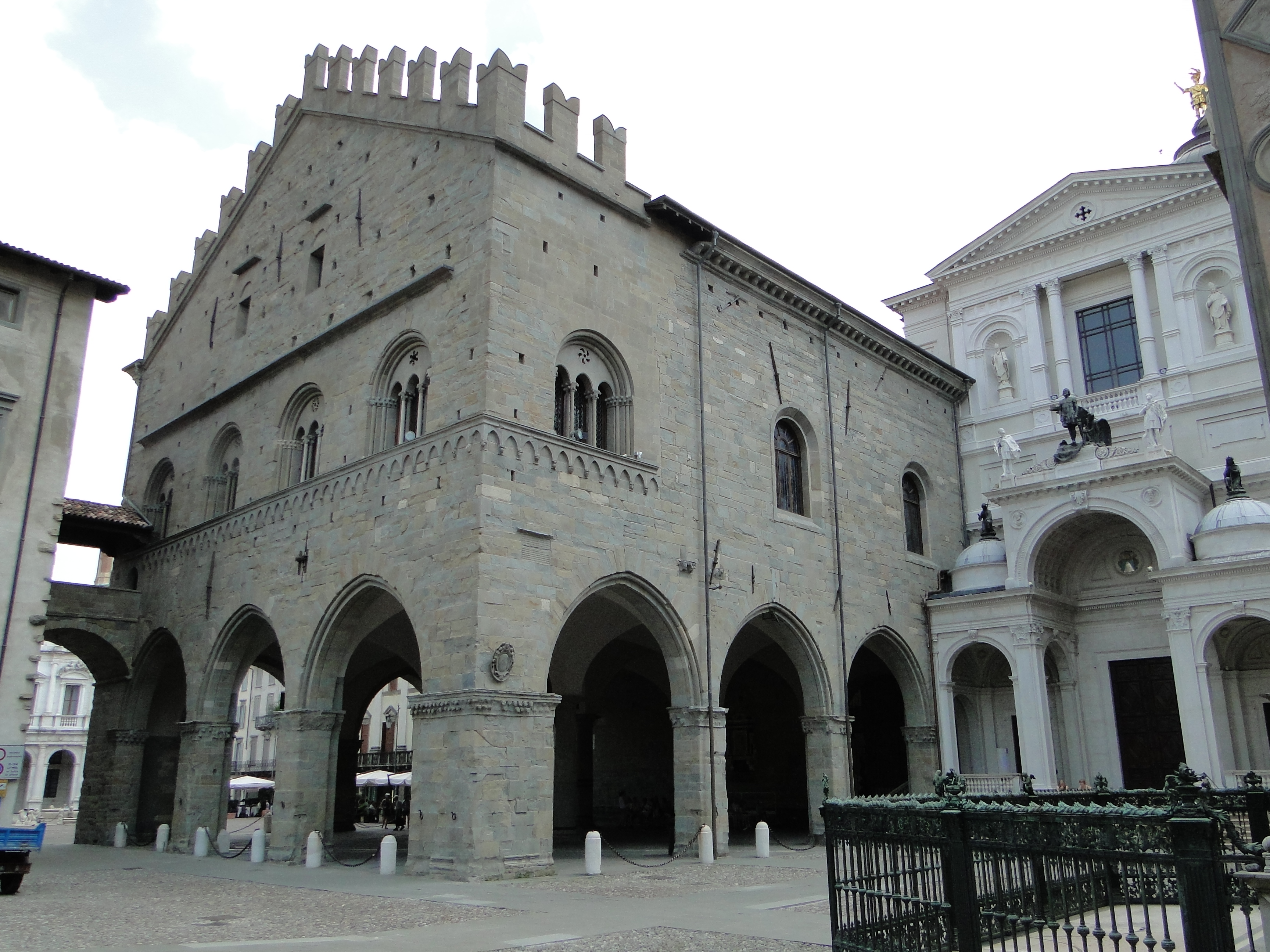
El Palazzo della Ragione visto desde la Piazza del Duomo.

El palacio fue edificado a finales del siglo XII, entre 1183 (fecha en la que se firmó la Paz de Constanza) y 1198, época en la que empezaron a desarrollarse las primeras comunas en el interior del Sacro Imperio Romano Germánico. Bérgamo fue una de estas comunas, y por tanto se dotó de este palacio citado como Palatium Comunis Pergami en documentos del 1198, que lo convierten en el palacio comunal más antiguo de Italia.
El edificio mantuvo su papel de centro político de la ciudad tras el final de la época comunal: con el inicio de la dominación de la República de Venecia en la primera mitad del siglo XV, se utilizaba casi exclusivamente como lugar donde se administraba justicia, de donde procede el nombre Palazzo della Ragione («Palacio de la Razón»), mientras que en el lado opuesto de la Piazza Nuova se construyeron las salas para las asambleas municipales de la ciudad.

### El incendio y la reconstrucción
El palacio sufrió un grave incendio en 1513, y quizá más de un incendio. Si el primero está documentado de la mano de los españoles, que en ese año habían ocupado la ciudad, el producido algunos años después parece que fue causado por algunos ciudadanos, ya que en 1519 el ayuntamiento ofreció una recompensa a quien identificara a los que lo habían causado. Sin embargo, el palacio estaba dañado desde hacía tiempo. En 1503 fue invitado un constructor de Crema para que restaurara algunas partes. Su reconstrucción demuestra lo importante que era para el funcionamiento del gobierno veneciano de la ciudad la presencia de un palacio de justicia que tuviera un aspecto predominante sobre los restantes edificios:

Dar principio a esta buena obra, la cual no solamente dará utilidad sino también gran ornamento a esta ciudad… (el 30 de julio de 1538 se firmó un contrato entre la ciudad de Bérgamo y el) maestro Pietro Abbano di Isabelli, arquitecto
Dar principio a guesta bona opera guale nò solamente darà Utilità ma ornamento grande a guesta Citta...(il 30 luglio 1538 fu firmato un contratto tra la Città di Bergamo ed il) maestro Pietro Abbano di Isabelli architetto
Archivo de la Biblioteca civica Angelo Mai

La documentación de estas restauraciones nos permite comprender mejor cómo se desarrolló la construcción del nuevo palacio. Si la fachada principal estaba orientada originalmente hacia la platea parva sancti Vincentíi, donde había también una escalera de acceso, con las restauraciones fue trasladada al realizar la fachada dominante hacia la platea nova.
No todas las obras fueron ejecutadas por Isabello. Por ejemplo, las obras de las ventanas se encargaron a Francesco da Ponte, y las de la pared norte a Stefano Grataroli y Giorgio Marchesi, dos artesanos que realizaron muchos trabajos para el arquitecto. Las obras empezaron en la pared norte, con la sustitución de una ventana y la colocación de un nuevo león de San Marcos, debido a que el que había estaba muy deteriorado. Las obras de la fachada fueron pagadas en marzo de 1539, y el 12 de abril se colocó el símbolo veneciano. Posteriormente se restauró la pared sur, hacia la iglesia de san Vincenzo, y se tapió la puerta que daba acceso al palacio, de la cual no se conserva ningún resto.
Las obras en este lado tuvieron una duración mayor: el encargo dado a Isabello era Demolir over disfar la fazzada del Pallazzo verso la ghiesa di s.ta Maria, lo que indica que el arquitecto debía deshacer la fachada piedra por piedra, de manera que no se dañara el pavimento de la plaza: il solo della Piazza non si guasti. Es visible en la pared la diferencia entre los sillares antiguos y los nuevos colocados en la extremidad del muro.
La compra de las vigas del techo que forman las cerchas data de 1543. En esta época, la actividad del tribunal se realizaba bajo los pórticos del palacio. El 22 de diciembre de 1543 empezó la reconstrucción del pórtico con la retirada de las columnas antiguas, que databan del siglo XII y tenían probablemente forma octogonal, y la colocación de las nuevas, que eran de orden dórico. Las obras duraron dos años y se pagaron el 7 de octubre de 1545. Es difícil comprender en la actualidad si todas las obras fueron una modernización del palacio por deseo de la nueva república, o más bien una restauración como consecuencia de los incendios, en parte porque la actividad del tribunal nunca se suspendió completamente. Isabello creó un gran salón en la primera planta del palacio. La pavimentación del salón fue la última intervención de Isabello. En 1550 se encargó a Lucano da Imola y Girolamo Colleoni que pintaran frescos para el palacio y también se pagó a Lucano por la realización de la insignia de san Marcos. Con la nueva imagen y la nueva orientación, el palacio alcanzó la posición de máximo dominio de la ciudad.
Tras el final de la dominación de la República de Venecia, a la cual sucedió en 1797 la napoleónica República Cisalpina, el palacio perdió las prerrogativas de centro político de la ciudad. La decadencia institucional se acentuó a partir de mediados del siglo XIX, cuando ni la dominación austriaca ni el neonato Reino de Italia concedieron al edificio un papel relevante. Solo a partir de mediados del siglo XX, el edificio volvió a su antiguo esplendor gracias a su reconversión para el turismo.

## Arquitectura
Originalmente la fachada principal del palacio estaba orientada hacia la Basílica de Santa María la Mayor, pero esta se trasladó hacia la Piazza Vecchia, entonces Piazza Nuova, en los años 1462 y 1463, cuando la República de Venecia hizo abrir los arcos en la planta baja y las ventanas góticas en el lado que da hacia la plaza. En el verano de 1457 ya se había finalizado la escalinata que conduce a la entrada mediante un pasadizo elevado y que permite acceder también al contiguo Palazzo dei Giuristi. En 1464 se colocó el primer gran bajorrelieve con el león de san Marcos, dorado sobre fondo azul, en la nueva fachada hacia la Piazza Nuova.

### Planta baja

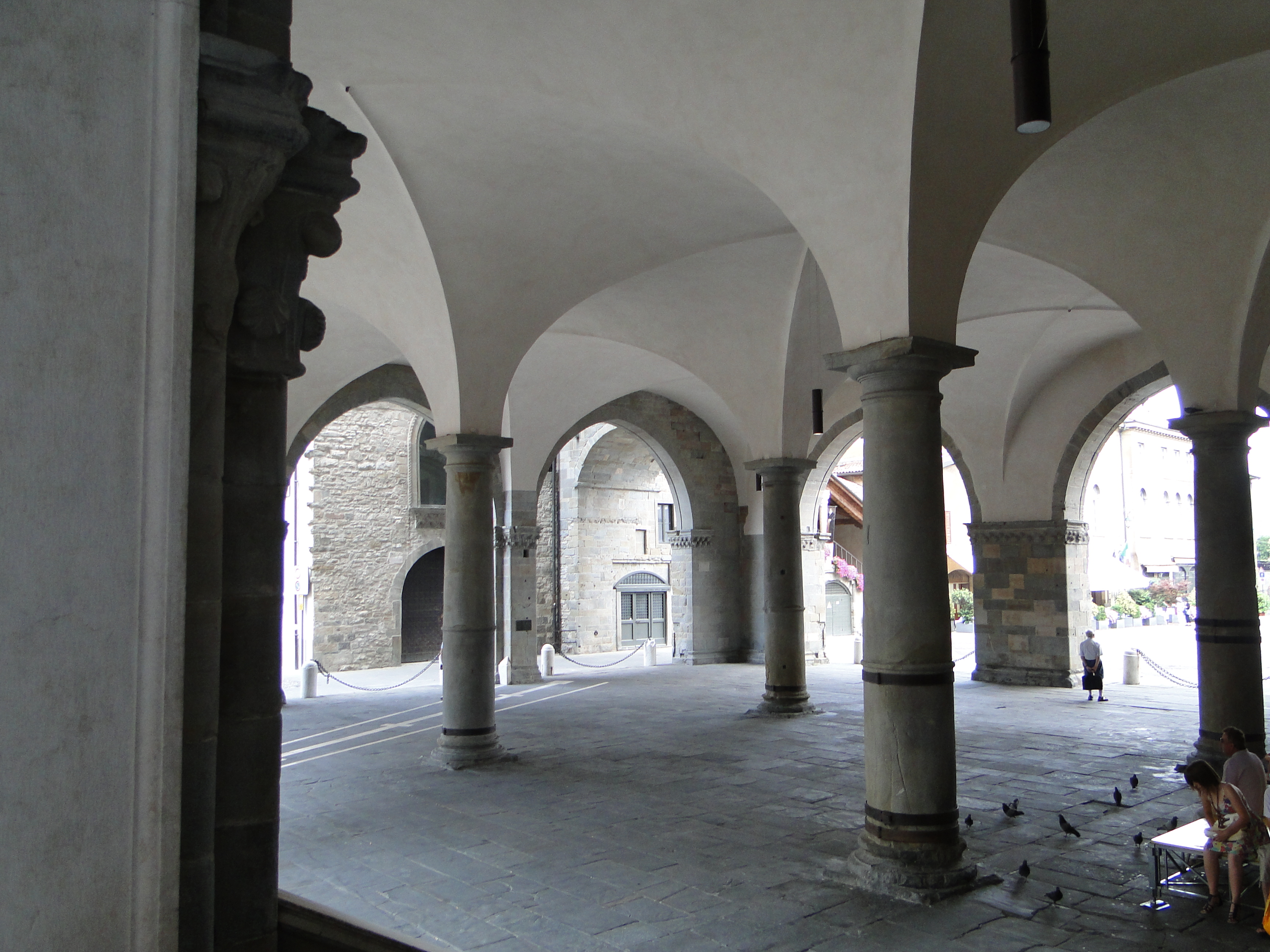
La planta baja.

Al igual que otros palacios comunales italianos construidos en la época medieval, tiene una planta baja abierta por tres lados (originalmente dos) mediante pórticos. Estos pórticos están dotados de una logia con arcos apuntados y de medio punto, con pilares portantes perimetrales y columnas del siglo XVI en el centro. Los pilares están decorados con capiteles que muestran elementos decorativos de estilo románico, entre ellos elementos zoomorfos (leones, pájaros y monos) y antropomorfos.
En el interior de los pórticos hay una pequeña plazoleta que divide la Piazza Vecchia, símbolo del poder político, de la Piazza del Duomo, símbolo del poder religioso, en la que se encuentran la Catedral, la Capilla Colleoni y la Basílica de Santa María la Mayor. En la pared hay bajorrelieves, entre los cuales es digna de mención la Virgen con el Niño en brazos enmarcada en una estructura de dos columnas con entablamento, obra de Bartolomeo Manni. El pavimento muestra también un reloj solar obra del abad Giovanni Albrici, que data de finales del siglo XVIII. Restaurado antes de 1857 por el ingeniero Francesco Valsecchi, y posteriormente en 1982, indica las coordenadas del punto en el que se encuentra (longitud 27° 29' y latitud 45° 43') y la altura sobre el nivel del mar (360,85 m s. n. m.).

### Primera planta

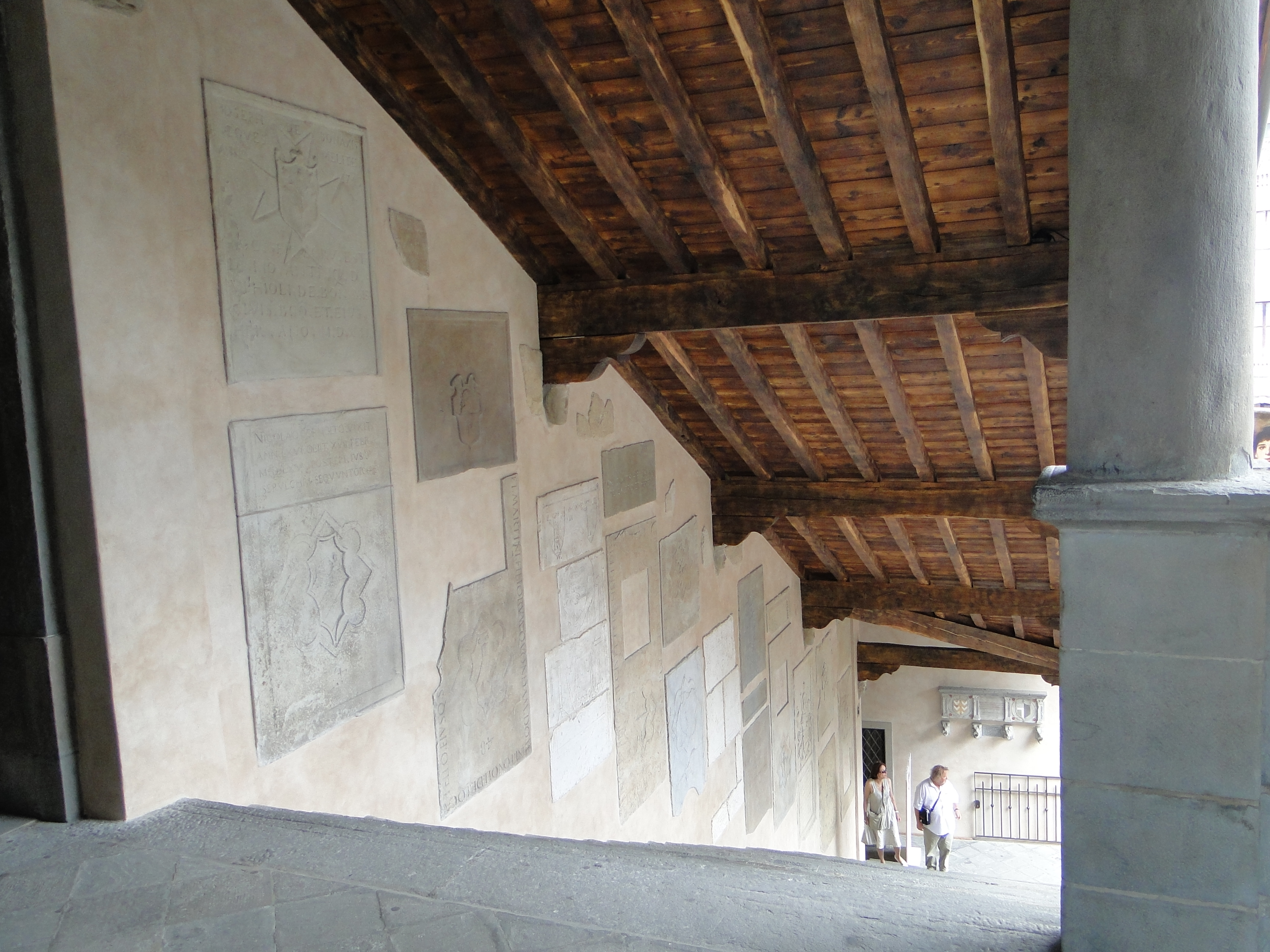
Escalinata de acceso a la primera planta.

Se accede a la primera planta mediante una escalinata (1457), que conduce también a las habitaciones superiores del Palazzo dei Giuristi. En ella hay esculturas y epígrafes de origen medieval y renacentista, varios de los cuales provienen de la antigua iglesia de san Agustín, y entre los que destacan algunos de Giovanni da Campione. Al final de la escalinata se encuentra un pequeño pasadizo elevado que conduce al salón donde se administraba justicia, denominado Sala delle Capriate.
Esta sala tiene amplias ventanas tríforas que garantizan una buena luminosidad y dan acceso al balcón, situado en el centro de la pared que da hacia la Piazza Vecchia. Estas soluciones arquitectónicas fueron introducidas, o conservadas, a mediados del siglo XVI, cuando, tras un incendio, todo el edificio fue sometido a una restauración, realizada entre 1538 y 1554 bajo la dirección del proyectista Pietro Isabello. Aquí se encuentran además cuadros y frescos, entre los cuales los de Bramante custodiados previamente en el contiguo Palazzo del Podestà.
Originalmente la fachada exterior estaba decorada con los escudos (ahora perdidos) de los podestà y de los gobernadores de Bérgamo, y con el león de san Marcos, que fue destruido tras la llegada de los franceses y no se restauró hasta 1933, gracias a una donación del ayuntamiento de Venecia.